# Шаумяні трчнафабріка
Шаумяні трчнафабріка (вірм. Շահումյանի թռչնաֆաբրիկա, українською — Шаумянська птахофабрика) — село в марзі Армавір, на заході Вірменії. Село розташоване за 7 км на північ від міста Вагаршапат та за 1 км на схід від села Шаумян.